# علي سعيد حسن
علي سعيد حسن هو صحفي صومالي، ولد في 1950 في الصومال.